# Incontri ufficiali della nazionale maschile di calcio del Kazakistan
Questa è la Cronologia completa delle partite ufficiali della Nazionale di calcio del Kazakistan dal 1946 ad oggi.
Elenco aggiornato al 14 novembre 2020.
| Cronologia completa delle presenze e delle reti in nazionale ― Kazakistan | Cronologia completa delle presenze e delle reti in nazionale ― Kazakistan | Cronologia completa delle presenze e delle reti in nazionale ― Kazakistan | Cronologia completa delle presenze e delle reti in nazionale ― Kazakistan | Cronologia completa delle presenze e delle reti in nazionale ― Kazakistan | Cronologia completa delle presenze e delle reti in nazionale ― Kazakistan | Cronologia completa delle presenze e delle reti in nazionale ― Kazakistan | Cronologia completa delle presenze e delle reti in nazionale ― Kazakistan |
| Data                                                                      | Città                                                                     | In casa                                                                   | Risultato                                                                 | Ospiti                                                                    | Competizione                                                              | Reti                                                                      | Note                                                                      |
| ------------------------------------------------------------------------- | ------------------------------------------------------------------------- | ------------------------------------------------------------------------- | ------------------------------------------------------------------------- | ------------------------------------------------------------------------- | ------------------------------------------------------------------------- | ------------------------------------------------------------------------- | ------------------------------------------------------------------------- |
| 1-6-1992                                                                  | Almaty                                                                    | Kazakistan                                                                | 1 – 0                                                                     | Turkmenistan                                                              | Coppa dell'Asia centrale 1992                                             | -                                                                         |                                                                           |
| 3-7-1992                                                                  | Pyongyang                                                                 | Libia                                                                     | 0 – 1                                                                     | Kazakistan                                                                | Torneo di Pyongyang 1992                                                  | -                                                                         |                                                                           |
| 16-7-1992                                                                 | Almaty                                                                    | Kazakistan                                                                | 1 – 0                                                                     | Uzbekistan                                                                | Coppa dell'Asia centrale 1992                                             | -                                                                         |                                                                           |
| 14-9-1992                                                                 | Aşgabat                                                                   | Turkmenistan                                                              | 1 – 1                                                                     | Kazakistan                                                                | Coppa dell'Asia centrale 1992                                             | -                                                                         |                                                                           |
| 26-9-1992                                                                 | Biškek                                                                    | Kirghizistan                                                              | 1 – 1                                                                     | Kazakistan                                                                | Coppa dell'Asia centrale 1992                                             | -                                                                         |                                                                           |
| 14-10-1992                                                                | Tashkent                                                                  | Uzbekistan                                                                | 1 – 1                                                                     | Kazakistan                                                                | Coppa dell'Asia centrale 1992                                             | -                                                                         |                                                                           |
| 25-10-1992                                                                | Qyzylorda                                                                 | Kazakistan                                                                | 2 – 0                                                                     | Kirghizistan                                                              | Coppa dell'Asia centrale 1992                                             | -                                                                         |                                                                           |
| 11-4-1994                                                                 | Tashkent                                                                  | Tagikistan                                                                | 0 – 1                                                                     | Kazakistan                                                                | Coppa dell'Indipendenza uzbeka 1994                                       | -                                                                         |                                                                           |
| 13-4-1994                                                                 | Tashkent                                                                  | Uzbekistan                                                                | 1 – 0                                                                     | Kazakistan                                                                | Coppa dell'Indipendenza uzbeka 1994                                       | -                                                                         |                                                                           |
| 15-4-1994                                                                 | Tashkent                                                                  | Kazakistan                                                                | 0 – 0                                                                     | Turkmenistan                                                              | Coppa dell'Indipendenza uzbeka 1994                                       | -                                                                         |                                                                           |
| 17-4-1994                                                                 | Tashkent                                                                  | Kirghizistan                                                              | 0 – 0                                                                     | Kazakistan                                                                | Coppa dell'Indipendenza uzbeka 1994                                       | -                                                                         |                                                                           |
| 27-12-1995                                                                | Hawalli                                                                   | Kuwait                                                                    | 0 – 0                                                                     | Kazakistan                                                                | Amichevole                                                                | -                                                                         |                                                                           |
| 29-12-1995                                                                | Gedda                                                                     | Arabia Saudita                                                            | 3 – 0                                                                     | Kazakistan                                                                | Amichevole                                                                | -                                                                         |                                                                           |
| 3-1-1996                                                                  | Beirut                                                                    | Libano                                                                    | 2 – 1                                                                     | Kazakistan                                                                | Amichevole                                                                | -                                                                         |                                                                           |
| 14-6-1996                                                                 | Almaty                                                                    | Kazakistan                                                                | 1 – 0                                                                     | Qatar                                                                     | Qual. Coppa d'Asia 1996                                                   | -                                                                         |                                                                           |
| 21-6-1996                                                                 | Damasco                                                                   | Siria                                                                     | 2 – 0                                                                     | Kazakistan                                                                | Qual. Coppa d'Asia 1996                                                   | -                                                                         |                                                                           |
| 5-7-1996                                                                  | Doha                                                                      | Qatar                                                                     | 3 – 0                                                                     | Kazakistan                                                                | Qual. Coppa d'Asia 1996                                                   | -                                                                         |                                                                           |
| 12-7-1996                                                                 | Almaty                                                                    | Kazakistan                                                                | 0 – 1                                                                     | Siria                                                                     | Qual. Coppa d'Asia 1996                                                   | -                                                                         |                                                                           |
| 11-5-1997                                                                 | Almaty                                                                    | Kazakistan                                                                | 3 – 0                                                                     | Pakistan                                                                  | Qual. Mondiali 1998                                                       | -                                                                         |                                                                           |
| 6-6-1997                                                                  | Baghdad                                                                   | Iraq                                                                      | 1 – 2                                                                     | Kazakistan                                                                | Qual. Mondiali 1998                                                       | -                                                                         |                                                                           |
| 11-6-1997                                                                 | Lahore                                                                    | Pakistan                                                                  | 0 – 7                                                                     | Kazakistan                                                                | Qual. Mondiali 1998                                                       | -                                                                         |                                                                           |
| 29-6-1997                                                                 | Almaty                                                                    | Kazakistan                                                                | 3 – 1                                                                     | Iraq                                                                      | Qual. Mondiali 1998                                                       | -                                                                         |                                                                           |
| 2-9-1997                                                                  | Dalian                                                                    | Cina                                                                      | 3 – 0                                                                     | Kazakistan                                                                | Amichevole                                                                | -                                                                         |                                                                           |
| 6-9-1997                                                                  | Seul                                                                      | Corea del Sud                                                             | 3 – 0                                                                     | Kazakistan                                                                | Qual. Mondiali 1998                                                       | -                                                                         |                                                                           |
| 12-9-1997                                                                 | Abu Dhabi                                                                 | Emirati Arabi Uniti                                                       | 4 – 0                                                                     | Kazakistan                                                                | Qual. Mondiali 1998                                                       | -                                                                         |                                                                           |
| 20-9-1997                                                                 | Almaty                                                                    | Kazakistan                                                                | 1 – 1                                                                     | Uzbekistan                                                                | Qual. Mondiali 1998                                                       | -                                                                         |                                                                           |
| 4-10-1997                                                                 | Almaty                                                                    | Kazakistan                                                                | 1 – 1                                                                     | Giappone                                                                  | Qual. Mondiali 1998                                                       | -                                                                         |                                                                           |
| 11-10-1997                                                                | Almaty                                                                    | Kazakistan                                                                | 1 – 1                                                                     | Corea del Sud                                                             | Qual. Mondiali 1998                                                       | -                                                                         |                                                                           |
| 18-10-1997                                                                | Almaty                                                                    | Kazakistan                                                                | 3 – 0                                                                     | Emirati Arabi Uniti                                                       | Qual. Mondiali 1998                                                       | -                                                                         |                                                                           |
| 25-10-1997                                                                | Tashkent                                                                  | Uzbekistan                                                                | 4 – 0                                                                     | Kazakistan                                                                | Qual. Mondiali 1998                                                       | -                                                                         |                                                                           |
| 8-11-1997                                                                 | Tokyo                                                                     | Giappone                                                                  | 5 – 1                                                                     | Kazakistan                                                                | Qual. Mondiali 1998                                                       | -                                                                         |                                                                           |
| 1-12-1998                                                                 | Sisaket                                                                   | Iran                                                                      | 2 – 0                                                                     | Kazakistan                                                                | XIII Giochi asiatici                                                      | -                                                                         |                                                                           |
| 3-12-1998                                                                 | Sisaket                                                                   | Laos                                                                      | 0 – 5                                                                     | Kazakistan                                                                | XIII Giochi asiatici                                                      | -                                                                         |                                                                           |
| 8-12-1998                                                                 | Bangkok                                                                   | Thailandia                                                                | 1 – 1                                                                     | Kazakistan                                                                | XIII Giochi asiatici                                                      | -                                                                         |                                                                           |
| 10-12-1998                                                                | Bangkok                                                                   | Qatar                                                                     | 0 – 2                                                                     | Kazakistan                                                                | XIII Giochi asiatici                                                      | -                                                                         |                                                                           |
| 12-12-1998                                                                | Bangkok                                                                   | Libano                                                                    | 3 – 0                                                                     | Kazakistan                                                                | XIII Giochi asiatici                                                      | -                                                                         |                                                                           |
| 20-3-2000                                                                 | Manama                                                                    | Bahrein                                                                   | 0 – 1                                                                     | Kazakistan                                                                | Amichevole                                                                | -                                                                         |                                                                           |
| 31-3-2000                                                                 | Doha                                                                      | Giordania                                                                 | 0 – 1                                                                     | Kazakistan                                                                | Qual. Coppa d'Asia 2000                                                   | -                                                                         |                                                                           |
| 2-4-2000                                                                  | Doha                                                                      | Qatar                                                                     | 3 – 1                                                                     | Kazakistan                                                                | Qual. Coppa d'Asia 2000                                                   | -                                                                         |                                                                           |
| 6-4-2000                                                                  | Doha                                                                      | Palestina                                                                 | 0 – 2                                                                     | Kazakistan                                                                | Qual. Coppa d'Asia 2000                                                   | -                                                                         |                                                                           |
| 8-4-2000                                                                  | Doha                                                                      | Pakistan                                                                  | 0 – 4                                                                     | Kazakistan                                                                | Qual. Coppa d'Asia 2000                                                   | -                                                                         |                                                                           |
| 24-5-2000                                                                 | Amman                                                                     | Iran                                                                      | 3 – 0                                                                     | Kazakistan                                                                | WAFF Championship 2000                                                    | -                                                                         |                                                                           |
| 26-5-2000                                                                 | Amman                                                                     | Siria                                                                     | 4 – 0                                                                     | Kazakistan                                                                | WAFF Championship 2000                                                    | -                                                                         |                                                                           |
| 28-5-2000                                                                 | Amman                                                                     | Palestina                                                                 | 2 – 3                                                                     | Kazakistan                                                                | WAFF Championship 2000                                                    | -                                                                         |                                                                           |
| 7-10-2000                                                                 | Amman                                                                     | Arabia Saudita                                                            | 1 – 0                                                                     | Kazakistan                                                                | Amichevole                                                                | -                                                                         |                                                                           |
| 10-12-2000                                                                | Abu Dhabi                                                                 | Emirati Arabi Uniti                                                       | 5 – 2                                                                     | Kazakistan                                                                | Amichevole                                                                | -                                                                         |                                                                           |
| 12-4-2001                                                                 | Baghdad                                                                   | Nepal                                                                     | 0 – 6                                                                     | Kazakistan                                                                | Qual. Mondiali 2002                                                       | -                                                                         |                                                                           |
| 14-4-2001                                                                 | Baghdad                                                                   | Macao                                                                     | 0 – 3                                                                     | Kazakistan                                                                | Qual. Mondiali 2002                                                       | -                                                                         |                                                                           |
| 16-4-2001                                                                 | Baghdad                                                                   | Iraq                                                                      | 1 – 1                                                                     | Kazakistan                                                                | Qual. Mondiali 2002                                                       | -                                                                         |                                                                           |
| 21-4-2001                                                                 | Almaty                                                                    | Kazakistan                                                                | 4 – 0                                                                     | Nepal                                                                     | Qual. Mondiali 2002                                                       | -                                                                         |                                                                           |
| 23-4-2001                                                                 | Almaty                                                                    | Kazakistan                                                                | 5 – 0                                                                     | Macao                                                                     | Qual. Mondiali 2002                                                       | -                                                                         |                                                                           |
| 25-4-2001                                                                 | Almaty                                                                    | Kazakistan                                                                | 1 – 1                                                                     | Iraq                                                                      | Qual. Mondiali 2002                                                       | -                                                                         |                                                                           |
| 14-11-2001                                                                | Tallinn                                                                   | Estonia                                                                   | 0 – 0                                                                     | Kazakistan                                                                | Amichevole                                                                | -                                                                         |                                                                           |
| 17-4-2002                                                                 | Ventspils                                                                 | Lettonia                                                                  | 2 – 1                                                                     | Kazakistan                                                                | Amichevole                                                                | -                                                                         |                                                                           |
| 7-7-2002                                                                  | Almaty                                                                    | Kazakistan                                                                | 1 – 1                                                                     | Estonia                                                                   | Amichevole                                                                | -                                                                         |                                                                           |
| 12-2-2003                                                                 | Attard                                                                    | Malta                                                                     | 2 – 2                                                                     | Kazakistan                                                                | Amichevole                                                                | -                                                                         |                                                                           |
| 27-4-2003                                                                 | Toftir                                                                    | Fær Øer                                                                   | 3 – 2                                                                     | Kazakistan                                                                | Amichevole                                                                | -                                                                         |                                                                           |
| 29-4-2003                                                                 | Tórshavn                                                                  | Fær Øer                                                                   | 2 – 1                                                                     | Kazakistan                                                                | Amichevole                                                                | -                                                                         |                                                                           |
| 6-6-2003                                                                  | Poznań                                                                    | Polonia                                                                   | 3 – 0                                                                     | Kazakistan                                                                | Amichevole                                                                | -                                                                         |                                                                           |
| 20-8-2003                                                                 | Chaves                                                                    | Portogallo                                                                | 1 – 0                                                                     | Kazakistan                                                                | Amichevole                                                                | -                                                                         |                                                                           |
| 18-2-2004                                                                 | Larnaca                                                                   | Kazakistan                                                                | 1 – 3                                                                     | Lettonia                                                                  | Torneo di Cipro 2004                                                      | -                                                                         |                                                                           |
| 19-2-2004                                                                 | Pafo                                                                      | Armenia                                                                   | 3 – 3 dts (2 - 3 dtr)                                                     | Kazakistan                                                                | Torneo di Cipro 2004                                                      | -                                                                         |                                                                           |
| 21-2-2004                                                                 | Limassol                                                                  | Cipro                                                                     | 2 – 1                                                                     | Kazakistan                                                                | Torneo di Cipro 2004                                                      | -                                                                         |                                                                           |
| 28-4-2004                                                                 | Almaty                                                                    | Kazakistan                                                                | 2 – 3                                                                     | Azerbaigian                                                               | Amichevole                                                                | -                                                                         |                                                                           |
| 8-9-2004                                                                  | Almaty                                                                    | Kazakistan                                                                | 1 – 2                                                                     | Ucraina                                                                   | Qual. Mondiali 2006                                                       | -                                                                         |                                                                           |
| 9-10-2004                                                                 | Istanbul                                                                  | Turchia                                                                   | 4 – 0                                                                     | Kazakistan                                                                | Qual. Mondiali 2006                                                       | -                                                                         |                                                                           |
| 13-10-2004                                                                | Almaty                                                                    | Kazakistan                                                                | 0 – 1                                                                     | Albania                                                                   | Qual. Mondiali 2006                                                       | -                                                                         |                                                                           |
| 17-11-2004                                                                | Il Pireo                                                                  | Grecia                                                                    | 3 – 1                                                                     | Kazakistan                                                                | Qual. Mondiali 2006                                                       | -                                                                         |                                                                           |
| 29-1-2005                                                                 | Yokohama                                                                  | Giappone                                                                  | 4 – 0                                                                     | Kazakistan                                                                | Amichevole                                                                | -                                                                         |                                                                           |
| 26-3-2005                                                                 | Copenaghen                                                                | Danimarca                                                                 | 3 – 0                                                                     | Kazakistan                                                                | Qual. Mondiali 2006                                                       | -                                                                         |                                                                           |
| 4-6-2005                                                                  | Kiev                                                                      | Ucraina                                                                   | 2 – 0                                                                     | Kazakistan                                                                | Qual. Mondiali 2006                                                       | -                                                                         |                                                                           |
| 8-6-2005                                                                  | Almaty                                                                    | Kazakistan                                                                | 0 – 6                                                                     | Turchia                                                                   | Qual. Mondiali 2006                                                       | -                                                                         |                                                                           |
| 17-8-2005                                                                 | Almaty                                                                    | Kazakistan                                                                | 1 – 2                                                                     | Georgia                                                                   | Qual. Mondiali 2006                                                       | -                                                                         |                                                                           |
| 3-9-2005                                                                  | Tirana                                                                    | Albania                                                                   | 2 – 1                                                                     | Kazakistan                                                                | Qual. Mondiali 2006                                                       | -                                                                         |                                                                           |
| 7-9-2005                                                                  | Almaty                                                                    | Kazakistan                                                                | 1 – 2                                                                     | Grecia                                                                    | Qual. Mondiali 2006                                                       | -                                                                         |                                                                           |
| 8-10-2005                                                                 | Tbilisi                                                                   | Georgia                                                                   | 0 – 0                                                                     | Kazakistan                                                                | Qual. Mondiali 2006                                                       | -                                                                         |                                                                           |
| 12-10-2005                                                                | Almaty                                                                    | Kazakistan                                                                | 1 – 2                                                                     | Danimarca                                                                 | Qual. Mondiali 2006                                                       | -                                                                         |                                                                           |
| 14-2-2006                                                                 | Amman                                                                     | Giordania                                                                 | 2 – 0                                                                     | Kazakistan                                                                | Amichevole                                                                | -                                                                         |                                                                           |
| 24-2-2006                                                                 | Larnaca                                                                   | Corea del Nord                                                            | 0 – 0                                                                     | Kazakistan                                                                | Amichevole                                                                | -                                                                         |                                                                           |
| 28-2-2006                                                                 | Larnaca                                                                   | Finlandia                                                                 | 0 – 0 dts (1 - 3 dtr)                                                     | Kazakistan                                                                | Torneo di Cipro 2006                                                      | -                                                                         |                                                                           |
| 1-3-2006                                                                  | Strovolos                                                                 | Grecia                                                                    | 2 – 0                                                                     | Kazakistan                                                                | Torneo di Cipro 2006                                                      | -                                                                         |                                                                           |
| 2-7-2006                                                                  | Almaty                                                                    | Kazakistan                                                                | 4 – 1                                                                     | Tagikistan                                                                | Amichevole                                                                | -                                                                         |                                                                           |
| 5-7-2006                                                                  | Almaty                                                                    | Kazakistan                                                                | 1 – 0                                                                     | Kirghizistan                                                              | Amichevole                                                                | -                                                                         |                                                                           |
| 16-8-2006                                                                 | Anderlecht                                                                | Belgio                                                                    | 0 – 0                                                                     | Kazakistan                                                                | Qual. Euro 2008                                                           | -                                                                         |                                                                           |
| 6-9-2006                                                                  | Baku                                                                      | Azerbaigian                                                               | 1 – 1                                                                     | Kazakistan                                                                | Qual. Euro 2008                                                           | -                                                                         |                                                                           |
| 7-10-2006                                                                 | Almaty                                                                    | Kazakistan                                                                | 0 – 1                                                                     | Polonia                                                                   | Qual. Euro 2008                                                           | -                                                                         |                                                                           |
| 11-10-2006                                                                | Almaty                                                                    | Kazakistan                                                                | 0 – 2                                                                     | Finlandia                                                                 | Qual. Euro 2008                                                           | -                                                                         |                                                                           |
| 15-11-2006                                                                | Coimbra                                                                   | Portogallo                                                                | 3 – 0                                                                     | Kazakistan                                                                | Qual. Euro 2008                                                           | -                                                                         |                                                                           |
| 24-12-2006                                                                | Bangkok                                                                   | Singapore                                                                 | 0 – 0                                                                     | Kazakistan                                                                | King's Cup 2006                                                           | -                                                                         |                                                                           |
| 26-12-2006                                                                | Bangkok                                                                   | Vietnam                                                                   | 2 – 1                                                                     | Kazakistan                                                                | King's Cup 2006                                                           | -                                                                         |                                                                           |
| 28-12-2006                                                                | Bangkok                                                                   | Thailandia                                                                | 2 – 2                                                                     | Kazakistan                                                                | King's Cup 2006                                                           | -                                                                         |                                                                           |
| 7-2-2007                                                                  | Canton                                                                    | Cina                                                                      | 2 – 1                                                                     | Kazakistan                                                                | Amichevole                                                                | -                                                                         |                                                                           |
| 7-3-2007                                                                  | Şımkent                                                                   | Kazakistan                                                                | 2 – 0                                                                     | Kirghizistan                                                              | Alma T.V. Cup 2007                                                        | -                                                                         |                                                                           |
| 9-3-2007                                                                  | Şımkent                                                                   | Azerbaigian                                                               | 0 – 1                                                                     | Kazakistan                                                                | Alma T.V. Cup 2007                                                        | -                                                                         |                                                                           |
| 11-3-2007                                                                 | Şımkent                                                                   | Kazakistan                                                                | 1 – 1                                                                     | Uzbekistan                                                                | Alma T.V. Cup 2007                                                        | -                                                                         |                                                                           |
| 24-3-2007                                                                 | Almaty                                                                    | Kazakistan                                                                | 2 – 1                                                                     | Serbia                                                                    | Qual. Euro 2008                                                           | -                                                                         |                                                                           |
| 2-6-2007                                                                  | Almaty                                                                    | Kazakistan                                                                | 1 – 2                                                                     | Armenia                                                                   | Qual. Euro 2008                                                           | -                                                                         |                                                                           |
| 6-6-2007                                                                  | Almaty                                                                    | Kazakistan                                                                | 1 – 1                                                                     | Azerbaigian                                                               | Qual. Euro 2008                                                           | -                                                                         |                                                                           |
| 22-8-2007                                                                 | Tampere                                                                   | Finlandia                                                                 | 2 – 1                                                                     | Kazakistan                                                                | Qual. Euro 2008                                                           | -                                                                         |                                                                           |
| 8-9-2007                                                                  | Almaty                                                                    | Kazakistan                                                                | 1 – 1                                                                     | Tagikistan                                                                | Amichevole                                                                | -                                                                         |                                                                           |
| 12-9-2007                                                                 | Almaty                                                                    | Kazakistan                                                                | 2 – 2                                                                     | Belgio                                                                    | Qual. Euro 2008                                                           | -                                                                         |                                                                           |
| 13-10-2007                                                                | Varsavia                                                                  | Polonia                                                                   | 3 – 1                                                                     | Kazakistan                                                                | Qual. Euro 2008                                                           | -                                                                         |                                                                           |
| 17-10-2007                                                                | Almaty                                                                    | Kazakistan                                                                | 1 – 2                                                                     | Portogallo                                                                | Qual. Euro 2008                                                           | -                                                                         |                                                                           |
| 21-11-2007                                                                | Erevan                                                                    | Armenia                                                                   | 0 – 1                                                                     | Kazakistan                                                                | Qual. Euro 2008                                                           | -                                                                         |                                                                           |
| 24-11-2007                                                                | Belgrado                                                                  | Serbia                                                                    | 1 – 0                                                                     | Kazakistan                                                                | Qual. Euro 2008                                                           | -                                                                         |                                                                           |
| 3-2-2008                                                                  | Adalia                                                                    | Azerbaigian                                                               | 0 – 0                                                                     | Kazakistan                                                                | Amichevole                                                                | -                                                                         |                                                                           |
| 6-2-2008                                                                  | Adalia                                                                    | Kazakistan                                                                | 0 – 1                                                                     | Moldavia                                                                  | Amichevole                                                                | -                                                                         |                                                                           |
| 26-3-2008                                                                 | Rotterdam                                                                 | Armenia                                                                   | 1 – 0                                                                     | Kazakistan                                                                | Amichevole                                                                | -                                                                         |                                                                           |
| 23-5-2008                                                                 | Mosca                                                                     | Russia                                                                    | 6 – 0                                                                     | Kazakistan                                                                | Amichevole                                                                | -                                                                         |                                                                           |
| 27-5-2008                                                                 | Podgorica                                                                 | Montenegro                                                                | 3 – 0                                                                     | Kazakistan                                                                | Amichevole                                                                | -                                                                         |                                                                           |
| 20-8-2008                                                                 | Almaty                                                                    | Kazakistan                                                                | 3 – 0                                                                     | Andorra                                                                   | Qual. Mondiali 2010                                                       | -                                                                         |                                                                           |
| 6-9-2008                                                                  | Zagabria                                                                  | Croazia                                                                   | 3 – 0                                                                     | Kazakistan                                                                | Qual. Mondiali 2010                                                       | -                                                                         |                                                                           |
| 10-9-2008                                                                 | Almaty                                                                    | Kazakistan                                                                | 1 – 3                                                                     | Ucraina                                                                   | Qual. Mondiali 2010                                                       | -                                                                         |                                                                           |
| 11-10-2008                                                                | Londra                                                                    | Inghilterra                                                               | 5 – 1                                                                     | Kazakistan                                                                | Qual. Mondiali 2010                                                       | -                                                                         |                                                                           |
| 11-2-2009                                                                 | Aksu                                                                      | Estonia                                                                   | 0 – 2                                                                     | Kazakistan                                                                | Amichevole                                                                | -                                                                         |                                                                           |
| 1-4-2009                                                                  | Almaty                                                                    | Kazakistan                                                                | 1 – 5                                                                     | Bielorussia                                                               | Qual. Mondiali 2010                                                       | -                                                                         |                                                                           |
| 6-6-2009                                                                  | Almaty                                                                    | Kazakistan                                                                | 0 – 4                                                                     | Inghilterra                                                               | Qual. Mondiali 2010                                                       | -                                                                         |                                                                           |
| 10-6-2009                                                                 | Kiev                                                                      | Ucraina                                                                   | 2 – 1                                                                     | Kazakistan                                                                | Qual. Mondiali 2010                                                       | -                                                                         |                                                                           |
| 9-9-2009                                                                  | Andorra la Vella                                                          | Andorra                                                                   | 1 – 3                                                                     | Kazakistan                                                                | Qual. Mondiali 2010                                                       | -                                                                         |                                                                           |
| 10-10-2009                                                                | Brėst                                                                     | Bielorussia                                                               | 4 – 0                                                                     | Kazakistan                                                                | Qual. Mondiali 2010                                                       | -                                                                         |                                                                           |
| 14-10-2009                                                                | Astana                                                                    | Kazakistan                                                                | 1 – 2                                                                     | Croazia                                                                   | Qual. Mondiali 2010                                                       | -                                                                         |                                                                           |
| 3-3-2010                                                                  | Adalia                                                                    | Kazakistan                                                                | 0 – 1                                                                     | Moldavia                                                                  | Amichevole                                                                | -                                                                         |                                                                           |
| 11-8-2010                                                                 | Astana                                                                    | Kazakistan                                                                | 3 – 1                                                                     | Oman                                                                      | Amichevole                                                                | -                                                                         |                                                                           |
| 3-9-2010                                                                  | Astana                                                                    | Kazakistan                                                                | 0 – 3                                                                     | Turchia                                                                   | Qual. Euro 2012                                                           | -                                                                         |                                                                           |
| 7-9-2010                                                                  | Wals-Siezenheim                                                           | Austria                                                                   | 2 – 0                                                                     | Kazakistan                                                                | Qual. Euro 2012                                                           | -                                                                         |                                                                           |
| 8-10-2010                                                                 | Astana                                                                    | Kazakistan                                                                | 0 – 2                                                                     | Belgio                                                                    | Qual. Euro 2012                                                           | -                                                                         |                                                                           |
| 12-10-2010                                                                | Astana                                                                    | Kazakistan                                                                | 0 – 3                                                                     | Germania                                                                  | Qual. Euro 2012                                                           | -                                                                         |                                                                           |
| 9-2-2011                                                                  | Adalia                                                                    | Bielorussia                                                               | 1 – 1                                                                     | Kazakistan                                                                | Amichevole                                                                | -                                                                         |                                                                           |
| 26-3-2011                                                                 | Kaiserslautern                                                            | Germania                                                                  | 4 – 0                                                                     | Kazakistan                                                                | Qual. Euro 2012                                                           | -                                                                         |                                                                           |
| 3-6-2011                                                                  | Astana                                                                    | Kazakistan                                                                | 2 – 1                                                                     | Azerbaigian                                                               | Qual. Euro 2012                                                           | -                                                                         |                                                                           |
| 10-8-2011                                                                 | Astana                                                                    | Kazakistan                                                                | 1 – 1                                                                     | Siria                                                                     | Amichevole                                                                | -                                                                         |                                                                           |
| 2-9-2011                                                                  | Istanbul                                                                  | Turchia                                                                   | 2 – 1                                                                     | Kazakistan                                                                | Qual. Euro 2012                                                           | -                                                                         |                                                                           |
| 6-9-2011                                                                  | Baku                                                                      | Azerbaigian                                                               | 3 – 2                                                                     | Kazakistan                                                                | Qual. Euro 2012                                                           | -                                                                         |                                                                           |
| 7-10-2011                                                                 | Bruxelles                                                                 | Belgio                                                                    | 4 – 1                                                                     | Kazakistan                                                                | Qual. Euro 2012                                                           | -                                                                         |                                                                           |
| 11-10-2011                                                                | Astana                                                                    | Kazakistan                                                                | 0 – 0                                                                     | Austria                                                                   | Qual. Euro 2012                                                           | -                                                                         |                                                                           |
| 29-2-2012                                                                 | Adalia                                                                    | Kazakistan                                                                | 0 – 0                                                                     | Lettonia                                                                  | Amichevole                                                                | -                                                                         |                                                                           |
| 1-6-2012                                                                  | Almaty                                                                    | Kazakistan                                                                | 5 – 2                                                                     | Kirghizistan                                                              | Amichevole                                                                | -                                                                         |                                                                           |
| 5-6-2012                                                                  | Erevan                                                                    | Armenia                                                                   | 3 – 0                                                                     | Kazakistan                                                                | Amichevole                                                                | -                                                                         |                                                                           |
| 7-9-2012                                                                  | Astana                                                                    | Kazakistan                                                                | 1 – 2                                                                     | Irlanda                                                                   | Qual. Mondiali 2014                                                       | -                                                                         |                                                                           |
| 11-9-2012                                                                 | Malmö                                                                     | Svezia                                                                    | 2 – 0                                                                     | Kazakistan                                                                | Qual. Mondiali 2014                                                       | -                                                                         |                                                                           |
| 12-10-2012                                                                | Astana                                                                    | Kazakistan                                                                | 0 – 0                                                                     | Austria                                                                   | Qual. Mondiali 2014                                                       | -                                                                         |                                                                           |
| 16-10-2012                                                                | Vienna                                                                    | Austria                                                                   | 4 – 0                                                                     | Kazakistan                                                                | Qual. Mondiali 2014                                                       | -                                                                         |                                                                           |
| 6-2-2013                                                                  | Aksu                                                                      | Kazakistan                                                                | 3 – 1                                                                     | Moldavia                                                                  | Amichevole                                                                | -                                                                         |                                                                           |
| 23-3-2013                                                                 | Astana                                                                    | Kazakistan                                                                | 0 – 3                                                                     | Germania                                                                  | Qual. Mondiali 2014                                                       | -                                                                         |                                                                           |
| 26-3-2013                                                                 | Norimberga                                                                | Germania                                                                  | 4 – 1                                                                     | Kazakistan                                                                | Qual. Mondiali 2014                                                       | -                                                                         |                                                                           |
| 4-6-2013                                                                  | Almaty                                                                    | Kazakistan                                                                | 1 – 2                                                                     | Bulgaria                                                                  | Amichevole                                                                | -                                                                         |                                                                           |
| 14-8-2013                                                                 | Astana                                                                    | Kazakistan                                                                | 1 – 0                                                                     | Georgia                                                                   | Amichevole                                                                | -                                                                         |                                                                           |
| 6-9-2013                                                                  | Astana                                                                    | Kazakistan                                                                | 2 – 1                                                                     | Fær Øer                                                                   | Qual. Mondiali 2014                                                       | -                                                                         |                                                                           |
| 10-9-2013                                                                 | Astana                                                                    | Kazakistan                                                                | 0 – 1                                                                     | Svezia                                                                    | Qual. Mondiali 2014                                                       | -                                                                         |                                                                           |
| 11-10-2013                                                                | Tórshavn                                                                  | Fær Øer                                                                   | 1 – 1                                                                     | Kazakistan                                                                | Qual. Mondiali 2014                                                       | -                                                                         |                                                                           |
| 15-10-2013                                                                | Dublino                                                                   | Irlanda                                                                   | 3 – 1                                                                     | Kazakistan                                                                | Qual. Mondiali 2014                                                       | -                                                                         |                                                                           |
| 5-3-2014                                                                  | Aksu                                                                      | Kazakistan                                                                | 1 – 1                                                                     | Lituania                                                                  | Amichevole                                                                | -                                                                         |                                                                           |
| 7-6-2014                                                                  | Budapest                                                                  | Ungheria                                                                  | 3 – 0                                                                     | Kazakistan                                                                | Amichevole                                                                | -                                                                         |                                                                           |
| 12-8-2014                                                                 | Almaty                                                                    | Kazakistan                                                                | 2 – 1                                                                     | Tagikistan                                                                | Amichevole                                                                | -                                                                         |                                                                           |
| 5-9-2014                                                                  | Astana                                                                    | Kazakistan                                                                | 7 – 1                                                                     | Kirghizistan                                                              | Amichevole                                                                | -                                                                         |                                                                           |
| 9-9-2014                                                                  | Astana                                                                    | Kazakistan                                                                | 0 – 0                                                                     | Lettonia                                                                  | Qual. Euro 2016                                                           | -                                                                         |                                                                           |
| 10-10-2014                                                                | Amsterdam                                                                 | Paesi Bassi                                                               | 3 – 1                                                                     | Kazakistan                                                                | Qual. Euro 2016                                                           | -                                                                         |                                                                           |
| 13-10-2014                                                                | Astana                                                                    | Kazakistan                                                                | 2 – 4                                                                     | Rep. Ceca                                                                 | Qual. Euro 2016                                                           | -                                                                         |                                                                           |
| 16-11-2014                                                                | Istanbul                                                                  | Turchia                                                                   | 3 – 1                                                                     | Kazakistan                                                                | Qual. Euro 2016                                                           | -                                                                         |                                                                           |
| 18-2-2015                                                                 | Aksu                                                                      | Kazakistan                                                                | 1 – 1                                                                     | Moldavia                                                                  | Amichevole                                                                | -                                                                         |                                                                           |
| 28-3-2015                                                                 | Astana                                                                    | Kazakistan                                                                | 0 – 3                                                                     | Islanda                                                                   | Qual. Euro 2016                                                           | -                                                                         |                                                                           |
| 31-3-2015                                                                 | Chimki                                                                    | Russia                                                                    | 0 – 0                                                                     | Kazakistan                                                                | Amichevole                                                                | -                                                                         |                                                                           |
| 12-5-2015                                                                 | Almaty                                                                    | Kazakistan                                                                | 0 – 0                                                                     | Burkina Faso                                                              | Amichevole                                                                | -                                                                         |                                                                           |
| 12-6-2015                                                                 | Almaty                                                                    | Kazakistan                                                                | 0 – 1                                                                     | Turchia                                                                   | Qual. Euro 2016                                                           | -                                                                         |                                                                           |
| 3-9-2015                                                                  | Plzeň                                                                     | Rep. Ceca                                                                 | 2 – 1                                                                     | Kazakistan                                                                | Qual. Euro 2016                                                           | -                                                                         |                                                                           |
| 6-9-2015                                                                  | Reykjavík                                                                 | Islanda                                                                   | 0 – 0                                                                     | Kazakistan                                                                | Qual. Euro 2016                                                           | -                                                                         |                                                                           |
| 10-10-2015                                                                | Astana                                                                    | Kazakistan                                                                | 1 – 2                                                                     | Paesi Bassi                                                               | Qual. Euro 2016                                                           | -                                                                         |                                                                           |
| 13-10-2015                                                                | Riga                                                                      | Lettonia                                                                  | 0 – 1                                                                     | Kazakistan                                                                | Qual. Euro 2016                                                           | -                                                                         |                                                                           |
| 26-3-2016                                                                 | Belek                                                                     | Azerbaigian                                                               | 0 – 1                                                                     | Kazakistan                                                                | Amichevole                                                                | -                                                                         |                                                                           |
| 29-3-2016                                                                 | Tbilisi                                                                   | Georgia                                                                   | 1 – 1                                                                     | Kazakistan                                                                | Amichevole                                                                | -                                                                         |                                                                           |
| 7-6-2016                                                                  | Dalian                                                                    | Cina                                                                      | 0 – 1                                                                     | Kazakistan                                                                | Amichevole                                                                | -                                                                         |                                                                           |
| 30-8-2016                                                                 | Biškek                                                                    | Kirghizistan                                                              | 2 – 0                                                                     | Kazakistan                                                                | Amichevole                                                                | -                                                                         |                                                                           |
| 4-9-2016                                                                  | Astana                                                                    | Kazakistan                                                                | 2 – 2                                                                     | Polonia                                                                   | Qual. Mondiali 2018                                                       | -                                                                         |                                                                           |
| 8-10-2016                                                                 | Podgorica                                                                 | Montenegro                                                                | 5 – 0                                                                     | Kazakistan                                                                | Qual. Mondiali 2018                                                       | -                                                                         |                                                                           |
| 11-10-2016                                                                | Astana                                                                    | Kazakistan                                                                | 0 – 0                                                                     | Romania                                                                   | Qual. Mondiali 2018                                                       | -                                                                         |                                                                           |
| 11-11-2016                                                                | Copenaghen                                                                | Danimarca                                                                 | 4 – 1                                                                     | Kazakistan                                                                | Qual. Mondiali 2018                                                       | -                                                                         |                                                                           |
| 22-3-2017                                                                 | Larnaca                                                                   | Cipro                                                                     | 3 – 1                                                                     | Kazakistan                                                                | Amichevole                                                                | -                                                                         |                                                                           |
| 26-3-2017                                                                 | Erevan                                                                    | Armenia                                                                   | 2 – 0                                                                     | Kazakistan                                                                | Qual. Mondiali 2018                                                       | -                                                                         |                                                                           |
| 10-6-2017                                                                 | Almaty                                                                    | Kazakistan                                                                | 1 – 3                                                                     | Danimarca                                                                 | Qual. Mondiali 2018                                                       | -                                                                         |                                                                           |
| 1-9-2017                                                                  | Astana                                                                    | Kazakistan                                                                | 0 – 3                                                                     | Montenegro                                                                | Qual. Mondiali 2018                                                       | -                                                                         |                                                                           |
| 4-9-2017                                                                  | Varsavia                                                                  | Polonia                                                                   | 3 – 0                                                                     | Kazakistan                                                                | Qual. Mondiali 2018                                                       | -                                                                         |                                                                           |
| 5-10-2017                                                                 | Ploiești                                                                  | Romania                                                                   | 3 – 1                                                                     | Kazakistan                                                                | Qual. Mondiali 2018                                                       | -                                                                         |                                                                           |
| 8-10-2017                                                                 | Astana                                                                    | Kazakistan                                                                | 1 – 1                                                                     | Armenia                                                                   | Qual. Mondiali 2018                                                       | -                                                                         |                                                                           |
| 23-3-2018                                                                 | Budapest                                                                  | Ungheria                                                                  | 2 – 3                                                                     | Kazakistan                                                                | Amichevole                                                                | -                                                                         |                                                                           |
| 26-3-2018                                                                 | Felcsút                                                                   | Bulgaria                                                                  | 2 – 1                                                                     | Kazakistan                                                                | Amichevole                                                                | -                                                                         |                                                                           |
| 5-6-2018                                                                  | Astana                                                                    | Kazakistan                                                                | 3 – 0                                                                     | Azerbaigian                                                               | Amichevole                                                                | -                                                                         |                                                                           |
| 6-9-2018                                                                  | Astana                                                                    | Kazakistan                                                                | 0 – 2                                                                     | Georgia                                                                   | UEFA Nations League 2018-2019                                             | -                                                                         |                                                                           |
| 10-9-2018                                                                 | Andorra la Vella                                                          | Andorra                                                                   | 1 – 1                                                                     | Kazakistan                                                                | UEFA Nations League 2018-2019                                             | -                                                                         |                                                                           |
| 13-10-2018                                                                | Riga                                                                      | Lettonia                                                                  | 1 – 1                                                                     | Kazakistan                                                                | UEFA Nations League 2018-2019                                             | -                                                                         |                                                                           |
| 16-10-2018                                                                | Astana                                                                    | Kazakistan                                                                | 4 – 0                                                                     | Andorra                                                                   | UEFA Nations League 2018-2019                                             | -                                                                         |                                                                           |
| 15-11-2018                                                                | Astana                                                                    | Kazakistan                                                                | 1 – 1                                                                     | Lettonia                                                                  | UEFA Nations League 2018-2019                                             | -                                                                         |                                                                           |
| 19-11-2018                                                                | Tbilisi                                                                   | Georgia                                                                   | 2 – 1                                                                     | Kazakistan                                                                | UEFA Nations League 2018-2019                                             | -                                                                         |                                                                           |
| 21-2-2019                                                                 | Kumköy                                                                    | Kazakistan                                                                | 1 – 0                                                                     | Moldavia                                                                  | Amichevole                                                                | -                                                                         |                                                                           |
| 21-3-2019                                                                 | Nur-Sultan                                                                | Kazakistan                                                                | 3 – 0                                                                     | Scozia                                                                    | Qual. Euro 2020                                                           | -                                                                         |                                                                           |
| 24-3-2019                                                                 | Nur-Sultan                                                                | Kazakistan                                                                | 0 – 4                                                                     | Russia                                                                    | Qual. Euro 2020                                                           | -                                                                         |                                                                           |
| 8-6-2019                                                                  | Bruxelles                                                                 | Belgio                                                                    | 3 – 0                                                                     | Kazakistan                                                                | Qual. Euro 2020                                                           | -                                                                         |                                                                           |
| 11-6-2019                                                                 | Nur-Sultan                                                                | Kazakistan                                                                | 4 – 0                                                                     | San Marino                                                                | Qual. Euro 2020                                                           | -                                                                         |                                                                           |
| 6-9-2019                                                                  | Strovolos                                                                 | Cipro                                                                     | 1 – 1                                                                     | Kazakistan                                                                | Qual. Euro 2020                                                           | -                                                                         |                                                                           |
| 9-9-2019                                                                  | Kaliningrad                                                               | Russia                                                                    | 1 – 0                                                                     | Kazakistan                                                                | Qual. Euro 2020                                                           | -                                                                         |                                                                           |
| 10-10-2019                                                                | Nur-Sultan                                                                | Kazakistan                                                                | 1 – 2                                                                     | Cipro                                                                     | Qual. Euro 2020                                                           | -                                                                         |                                                                           |
| 13-10-2019                                                                | Nur-Sultan                                                                | Kazakistan                                                                | 0 – 2                                                                     | Belgio                                                                    | Qual. Euro 2020                                                           | -                                                                         |                                                                           |
| 16-11-2019                                                                | Serravalle                                                                | San Marino                                                                | 1 – 3                                                                     | Kazakistan                                                                | Qual. Euro 2020                                                           | -                                                                         |                                                                           |
| 19-11-2019                                                                | Glasgow                                                                   | Scozia                                                                    | 3 – 1                                                                     | Kazakistan                                                                | Qual. Euro 2020                                                           | -                                                                         |                                                                           |
| 4-9-2020                                                                  | Vilnius                                                                   | Lituania                                                                  | 0 – 2                                                                     | Kazakistan                                                                | UEFA Nations League 2020-2021                                             | -                                                                         |                                                                           |
| 7-9-2020                                                                  | Almaty                                                                    | Kazakistan                                                                | 1 – 2                                                                     | Bielorussia                                                               | UEFA Nations League 2020-2021                                             | -                                                                         |                                                                           |
| 11-10-2020                                                                | Almaty                                                                    | Kazakistan                                                                | 0 – 0                                                                     | Albania                                                                   | UEFA Nations League 2020-2021                                             | -                                                                         |                                                                           |
| 14-10-2020                                                                | Minsk                                                                     | Bielorussia                                                               | 2 – 0                                                                     | Kazakistan                                                                | UEFA Nations League 2020-2021                                             | -                                                                         |                                                                           |
| 11-11-2020                                                                | Podgorica                                                                 | Montenegro                                                                | 0 – 0                                                                     | Kazakistan                                                                | Amichevole                                                                | -                                                                         |                                                                           |
| 15-11-2020                                                                | Tirana                                                                    | Albania                                                                   | 3 – 1                                                                     | Kazakistan                                                                | UEFA Nations League 2020-2021                                             | -                                                                         |                                                                           |
| Totale                                                                    |                                                                           | Presenze                                                                  | 209                                                                       |                                                                           | Reti                                                                      |                                                                           |                                                                           |